# Britanski otoci
Britanski otoci (engl. British Isles, irski Oileáin na Breataine), skupina otoka uz sjeverozapadnu obalu Europe koji obuhvaćaju Veliku Britaniju (Engleska, Škotska i Wales), Irsku (Sjeverna Irska i Republika Irska), otok Man i nekoliko tisuća manjih susjednih otoka. U literaturi vlade Republike Irske ponekad se smatra da Republika Irska nije dio Britanskih otoka (ali se češće smatra da je Republika Irska njihov dio).
Britanski otoci su geografski i ekološki termin, koji se općenito odnosi na čitavo otočje od otočja Shetlanda na sjeveru do otočja Scillyja na jugu, te od otoka Blasket na zapadu do East Anglije na istoku. Britanski otoci okupljaju više od 6000 otoka ukupne kopnene površine 315.134 km².
Oko prefiksa Brit stvorilo se područje nesuglasica. Iako u svojoj originalnoj uporabi prefiks implicira vezu s čitavim otočjem otoka uz sjeverozapadnu obalu Europe (uključujući Irsku), u novije se vrijeme Republika Irska ne uključuje u političku uporabu prefiksa Brit. 'Brit' u geografskom smislu odražava 'tradicionalnu' uporabu za otočje u cjelini (tj. uključujući Republiku Irsku). Termin Britanski otoci može uvrijediti one koji ga interpretiraju politički zbog impliciranja neprekidnog suvereniteta Ujedinjenog Kraljevstva nad Republikom Irskom ili činjenice da je Republika Irska u nekom smislu politički povezana s Ujedinjenim Kraljevstvom. Stoga se u političkoj uporabi prefiks Brit koristi samo za Ujedinjeno Kraljevstvo.

## Glavni otoci u Britanskim otocima
- Velika Britanija
  - Sjeverni otoci (uključujući Orkney, Shetland i otok Fair)
  - Hebridi (uključujući Unutarnje Hebride, Vanjske Hebride i Malene otoke)
  - Otoci donjeg Firth of Clydea (uključujući otoke Arran i Bute)
  - Anglesey (velški Ynys Môn)
  - Otoci Scilly
  - Otok Wight
  - Portsmouth otoci (uključujući otoke Portsea i Hayling)
- Irska
  - Ulster: Arranmore, otok Tory
    - Sjeverna Irska: otok Rathlin

  - Connacht: otok Achill, Clew Bay otoci, Inishturk, Inishbofin, Inishark, Aran otoci
  - Munster: Blasket otoci, otok Valentia, Cape Clear, otok Sherkin, Veliki otok
  - Leinster: otok Lambay, Irsko oko
- Otok Man

Otoci koji se ponekad ubrajaju u Britanske otoke, iako geografski ne čine dio otočja:
- Kanalski otoci
- Rockall

## Više informacija
- Zemljopis Velike Britanije
- Povijest Velike Britanije

## Vanjske poveznice
- BBC Nations
- Britanski otoci